# Hafen Haßfurt
Der Hafen Haßfurt ist ein Hafen- und Industriegebiet der Stadt Haßfurt im unterfränkischen Landkreis Haßberge.

## Geographie
Der Hafen Haßfurt liegt 500 m südöstlich des historischen Stadtkernes und ist ein reines Hafen- und Industriegebiet an der Bundeswasserstraße Main. Es befindet sich orographisch rechts bei Mainkilometer 355,6 an der Haltung Ottendorf auf einer Höhe von 216 m ü. NN. Unmittelbar südlich grenzt der nur eineinhalb Kilometer entfernte Flugplatz Haßfurt-Schweinfurt an.

## Geschichte

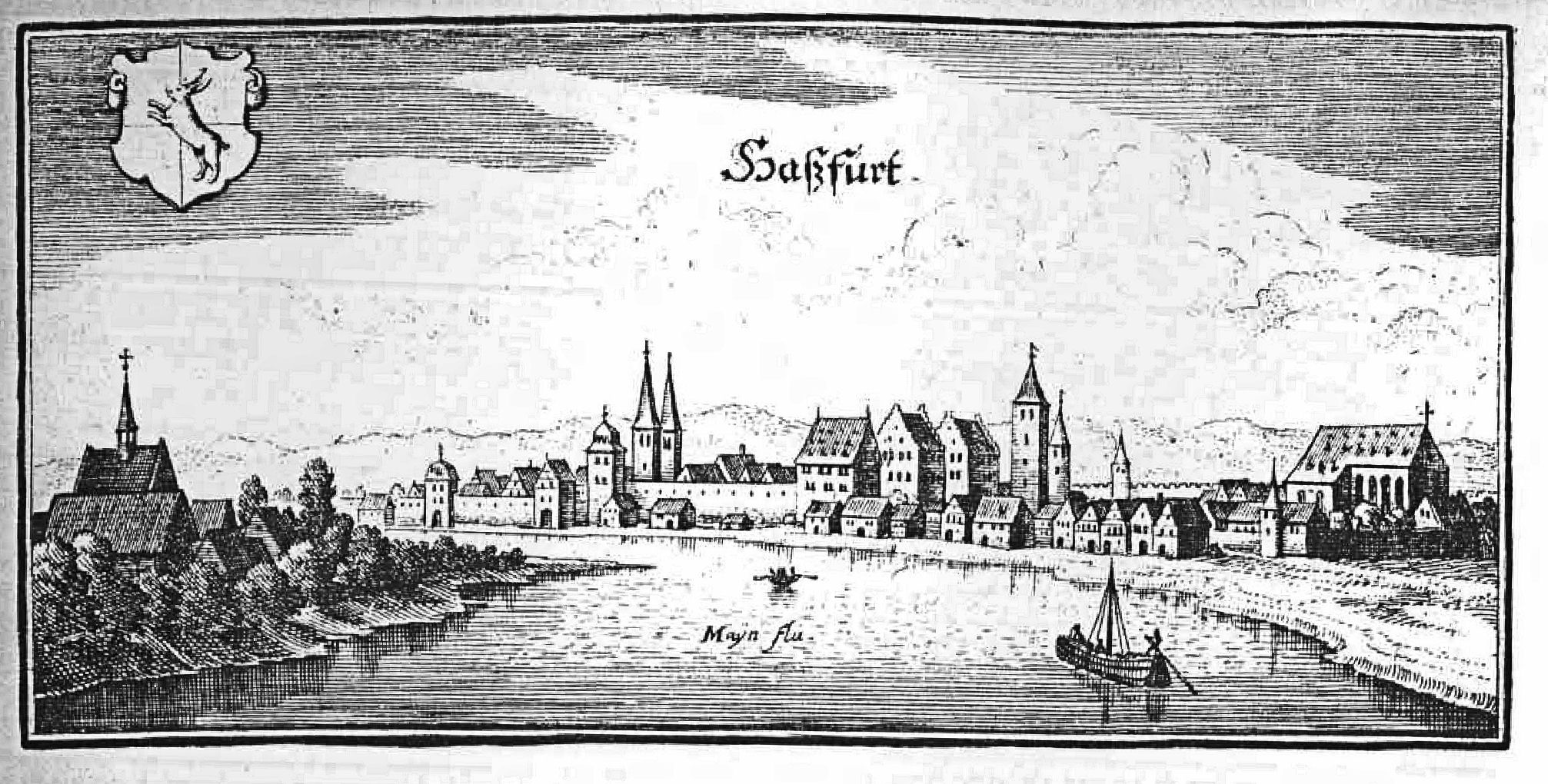
Mainschifffahrt Haßfurt 1656

Bereits zu keltischen Zeiten wurde der Main als Wasserstraße genutzt. Es wurde getreidelt und gestakt, geflößt, gerudert und gesegelt. Versuche der Römer, über den Maingraben nach Osten bis zur Elbe vorzustoßen, wurden um die Zeitenwende von den germanischen Kimbern zurückgeschlagen. Der Main blieb aber weiterhin ein wichtiger Handels- und Transportweg. Zu karolingischer Zeit war die Notwendigkeit den Wasserweg auf dem Main mit dem des Donaugebietes zu verbinden längst erkannt. Der Fossa Carolina wurde gebaut, von dem nur noch einige wenige Befunde von dessen Überreste bei Graben erhalten sind. Im Mittelalter wurden große Mengen von Holz geflößt, beispielsweise nach Frankfurt, ins Ruhrgebiet, aber auch für den Schiffsbau in Holland.
Auf einem Merian - Stahlstich von 1656 sind die Anlandungsstelle am Altmain und reger Schifffahrtsbetrieb zu erkennen. 

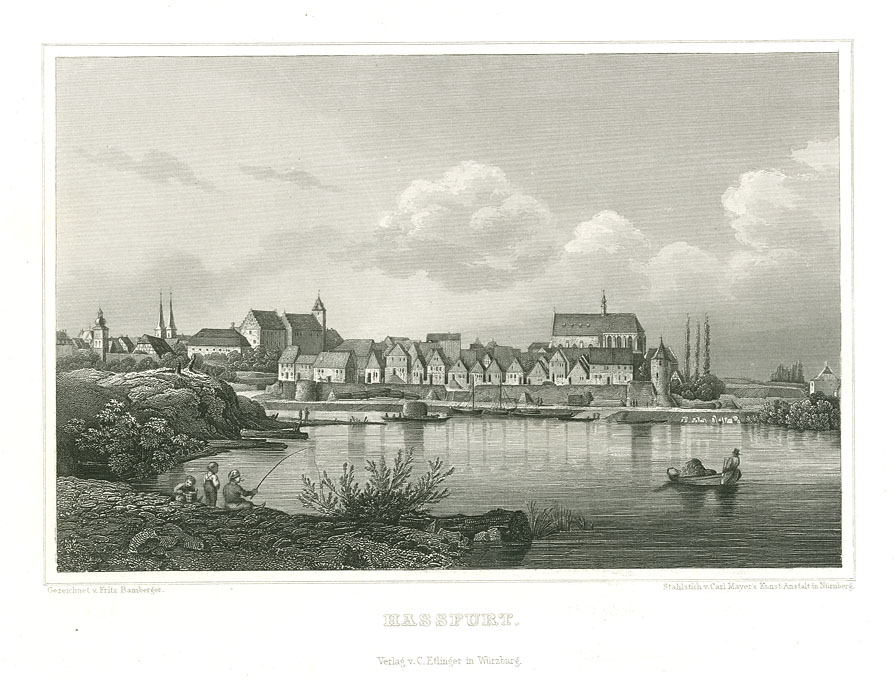
Anlandestelle um 1847

Zwischen 1808 und 1817 wurde der Flusslauf begradigt und die Lände bei Haßfurt von der Fahrrinne abgetonnt. Ab 1830 löste allmählich die Dampfschifffahrt die traditionellen Schifffahrtsmethoden ab. Größere Abladetiefen ermöglichten Transportvolumina bis zu 50 Tonnen pro Wasserfahrzeug. Als von 1836 bis 1846 der Ludwig-Donau-Main-Kanal vollendet wurde, stieg der Transport sprunghaft an und der Hafen wurde im Altmainarm als Schutzhafen befestigt. Der Bahnverkehr wurde um 1850 zu einer ernstzunehmenden Konkurrenz für die Schifffahrt, als die Bahnstrecke Bamberg–Rottendorf in Betrieb ging. Um 1911 konnten die Mengen der beförderten Güter durch die Erweiterung der Kettenschifffahrt auf dem Main bis Bamberg wieder gesteigert werden, insbesondere durch die Kohlelieferungen aus dem Ruhrgebiet. 
Zum Beginn der Bauphase des Main-Donau-Kanales um 1965 wurde das Hafenbecken modernisiert. Es erhielt eine 100 m lange Kaimauer und eine Wendemöglichkeit für Schiffe bis zu 90 m Länge.
Da die Dimensionierung des Hafenbeckens für große Gütermotorschiffe vom Tiefgang her nicht mehr ausreichte wurde um 1985 der Umschlagsbetrieb größtenteils eingestellt.
Der Hafen Haßfurt wird seither hauptsächlich für die Freizeit- und Personenschifffahrt genutzt.

## Gewerbe und Infrastruktur
Von der für das Hafengebiet Haßfurt insgesamt ausgewiesenen Gesamtfläche von 21 Hektar sind bisher 13 ha gewerblich genutzt. Drei Hektar hiervon beanspruchen die Hafenanlagen selbst. Umgeschlagen werden nur noch sporadisch Forst- und Agrarprodukte, Futter- und Düngemittel sowie Baustoffe.
Neben der BayWa haben sich einige Betriebe des Transport-, Lager- und Logistikgewerbes im Hafengebiet angesiedelt. Die Lände ist auf 100 m Kailänge befestigt und hat weitere 400 m geböschte Ufer. Eine Möglichkeit zur Bahnverladung besteht in nur 200 m Entfernung notfalls auf freier Strecke. Eine direkte Erschließung der Kaianlage mit einer Hafenbahn war einst angedacht. Die geplante Trassenführung ist freigehalten, der Anschluss ist aber mangels Bedarfs niemals hergestellt worden.
Häufig genutzt wird die Anlegestelle von Fahrgast- und Fahrgastkabinenschiffen beispielsweise bei Flusskreuzfahrten. 
Auch das B 3 Partyschiff nutzt die Anlegestelle und das Wasserstraßen- und Schifffahrtsamt Schweinfurt unterhält dort einen kleinen Außenbezirk und ein Arbeitsboot.

## Verkehr
Gemeindestraßen verbinden das Hafengebiet mit der 350 m nördlich verlaufenden Bundesstraße 26 und diese verbindet weiter zur Bundesautobahn 70.